# 8297 Gérardfaure
8297 Gérardfaure è un asteroide della fascia principale. Scoperto nel 1993, presenta un'orbita caratterizzata da un semiasse maggiore pari a 2,2374392 UA e da un'eccentricità di 0,0621478, inclinata di 3,58540° rispetto all'eclittica.